# Zuzanna Grabowska
Zuzanna Grabowska (ur. 22 czerwca 1983 w Krakowie) – polska aktorka telewizyjna i teatralna.
Zuzanna Grabowska urodziła się w Krakowie, jednak przyszłość zawodową związała z Warszawą. Jest absolwentką Akademii Teatralnej w Warszawie, którą ukończyła w 2007 roku.

## Teatr
Zuzanna Grabowska zadebiutowała w teatrze w 1994 roku w spektaklu telewizyjnym „Mały lord” Frances Hodgson Burnett, który został wyreżyserowany przez jej stryja – Mikołaja Grabowskiego. Następnie grała na scenie Akademii Teatralnej w Warszawie. Potem w kilku warszawskich teatrach grała w różnych spektaklach m.in.: „Pippi Pończoszanka”, „Kubuś Fatalista i jego pan”, „Pan Tadeusz i inne obce języki”, a od 2012 roku jest aktorką Teatru na Woli im. Tadeusza Łomnickiego w Warszawie, gdzie do tej pory zagrała w trzech spektaklach: „Amazonia”, „Koziołek Matołek”, „Madame”.

### Spektakle teatralne
Akademia Teatralna im. Aleksandra Zelwerowicza w Warszawie
- 2006: Tańce w Ballybeg jako Agnes (reż. Iwona Kempa)
- 2007: Walentynki jako Walentyna (reż. Anna Seniuk)

Teatr Dramatyczny w Warszawie
- 2007: Pippi Pończoszanka jako Ellen (reż. Agnieszka Glińska)

Teatr Montownia w Warszawie
- 2010: Kubuś Fatalista i jego pan (reż. Krzysztof Stelmaszyk)

Teatr Syrena w Warszawie
- 2010: Pan Tadeusz i inne obce języki (reż. Joanna Szczepkowska)

Teatr 6. piętro w Warszawie
- 2011: Chory z urojenia jako Aniela (reż. zespół)

Przedstawienie impresaryjne
- 2012: D o w n_u s jako Katarzyna (reż. Dariusz Starczewski)

Teatr na Woli im. Tadeusza Łomnickiego w Warszawie
- 2011: Amazonia jako Franka (reż. Agnieszka Glińska)
- 2011: Koziołek Matołek (reż. Ondrej Spišák)
- 2012: Madame jako Lucy, Pani z urzędu, Urzędniczka, Pasażerka, Sekretarka (reż. Jakub Krofta)

Teatr Telewizji
- 1995: Zwierzoczłekoupiór jako Majka (reż. Mikołaj Grabowski)
- 1994: Szczególnie małe sny (reż. Igor Mołodecki)
- 1994: Mały lord (reż. Mikołaj Grabowski)

## Film
Zuzanna Grabowska debiut na małym ekranie zaliczyła w 1999 roku w serialu „Świat według Kiepskich”, w którym główną rolę gra jej ojciec – Andrzej, później występowała także gościnnie w innych serialach. Pierwsza główna rola przypadła jej w 2006 roku, kiedy to grała Ankę w serialu „Królowie śródmieścia”. Widzom bardziej znana stała się dzięki roli Niny Jacewicz, więźniarki Pawiaka, potem współpracowniczki gestapo w serialu „Czas honoru”. Natomiast na dużym ekranie zadebiutowała w 2004 roku u boku swojego ojca w filmie pt. „Atrakcyjny pozna panią…”. Potem zagrała jeszcze w kilku filmach m.in. „Diabeł” i „Jak żyć?”.

### Filmografia

#### Filmy
- 2018: Okna, Okna jako Zuza, siostra Zdzisława
- 2018: Serce nie sługa jako Kaśka
- 2016: Planeta singli jako żona Malinowskiego
- 2016: Pitbull. Niebezpieczne kobiety jako prawniczka „Cukra”
- 2012: Człowiek z reklamówką
- 2011: Antygona jako Antygona
- 2008: Jak żyć? jako mama Kuby w młodości
- 2006: Fabryka jako Sylwia
- 2005: Diabeł jako młoda matka Franciszka
- 2004: Atrakcyjny pozna panią… jako dziewczyna

#### Seriale
- 2023: Rafi[1] jako Melka
- 2021: Rojst ’97 jako Ewa Gwitt
- 2017: M jak miłość jako docent Stańczyk, promotorka Piotra
- 2017: Komisarz Alex jako Wera, gospodyni Lenarczyka[2]
- 2017: Lekarze na start jako stażystka Marta Pociej
- 2016: O mnie się nie martw jako Patrycja Kozłowska (sezon 5)
- 2013: To nie koniec świata jako Eliza, dziewczyna Artura (odc. 7)
- 2009–2010: Czas honoru jako Nina Jacewicz, więźniarka Pawiaka, potem współpracowniczka gestapo
- 2009: 39 i pół jako asystentka Kelly’ego Morana (odc.24)
- 2009: Synowie jako koleżanka Matyldy (odc.3)
- 2008: Niania jako reporterka (odc.114)
- 2008: Teraz albo nigdy! jako ekspedientka (odc.1,3)
- 2008: Wydział zabójstw jako Emilka Nowak, współlokatorka Marty (odc.9)
- 2006–2007: Królowie śródmieścia jako Anka
- 2007: Niania jako dziennikarka (odc.87)
- 2006: Oficerowie jako kwiaciarka pod Powązkami (odc.5)
- 2005: Biuro kryminalne jako Ludmiła Modzelewska (odc.13)
- 2005: Na dobre i na złe jako Malwina Fryckiewicz (odc.233)
- 2005–2008: Pitbull jako Anna Sadkowska (odc.13)
- 2003-2013: Na Wspólnej jako asystentka reżysera
- 1999: Świat według Kiepskich jako Kalinowska (odc.17)

## Życie prywatne
Zuzanna Grabowska jest córką aktorów Andrzeja Grabowskiego i Anny Tomaszewskiej, ma także siostrę Katarzynę (również aktorkę). W 2013 poślubiła Pawła Domagałę, aktora i muzyka, z którym ma dwie córki: Hanię (ur. 2012) i Basię (ur. 2018).

## Pozostałe informacje
- Zuzanna Grabowska wystąpiła w klipie zespołu Acid Drinkers Hit the Road Jack, za który zespół otrzymał nominację do Fryderyków 2012 w kategorii Wideoklip Roku[5].
- Współtworzy Kabaret na Koniec Świata.